# Домброва (Могіленський повіт)
Домброва (пол. Dąbrowa) — село в Польщі, у гміні Домброва Могіленського повіту Куявсько-Поморського воєводства.
Населення — 1082 особи (2011).

## Демографія
Демографічна структура станом на 31 березня 2011 року:
|          | Загалом | Допрацездатний вік | Працездатний вік | Постпрацездатний вік |
| -------- | ------- | ------------------ | ---------------- | -------------------- |
| Чоловіки | 519     | 100                | 374              | 45                   |
| Жінки    | 563     | 115                | 345              | 103                  |
| Разом    | 1082    | 215                | 719              | 148                  |